# Jeanette Pastoritza
Christel Jeanette Pastoritza, född 15 juni 1971 i Härnösand, Ångermanland, är en svensk författare.
Hon är främst känd för sin självbiografiska roman Glöm inte bort ditt barn (1995). Boken handlar om tonårsflickan Sandra som börjar med att röka hasch men som vid 19 års ålder blivit sprutheroinist. Romanen filmatiserades 1997 med titeln Under ytan.